# Molenhoek (Evergem)
Molenhoek is een gehucht in de Belgische gemeente Evergem. Het ligt het centrum van Evergem en Belzele.

## Geschiedenis
De wijk en straat is genoemd naar de Belzelemolen, die reeds in 1439 werd vermeld, maar in 1931 werd gesloopt. 

## Brouwerij
In de Molenhoek staat een brouwerij, uitgebaat door de familie Neyt. Momenteel is het een gewone bierhalle en wordt er geen bier mee gebrouwen.

## Huizen
Op het einde van de straat bevinden er zich een aantal arbeiderswoningen uit de 20ste eeuw. Vanaf 2009 worden er vele verkavelingen gevoerd wat een verstedelijking oplevert. 

## Evenementen
- Sinds 2009 is er jaarlijks voor Hemelvaart een processie voor de parochianen van Belzele, Wippelgem en Evergem in de loods van het loonbedrijf Vervinckt.
- Midden maand augustus is er Kruiskenskermis die in en rond café 't Kruisken georganiseerd wordt. Verscheidene koersen hebben er plaats.

Deelgemeenten: Ertvelde · Evergem · Kluizen · Sleidinge

Overige dorpen: Belzele · Doornzele · Kerkbrugge-Langerbrugge · Rieme · Wippelgem

Wijken en gehuchten: Daasdonk · Hoeksken · Hulleken · Kerkbrugge · Langerbrugge · Meerbeke · Molenhoek · Oostmoer · Singel · Tervenen · Weegse · Zandeken

Belgische gemeenten · Arrondissement Gent · Oost-Vlaanderen · Vlaanderen